# Amy Hunt
Amy Hunt (Nottingham, 15 de mayo de 2002) es una deportista británica que compite en atletismo, especialista en las carreras de velocidad.
Participó en los Juegos Olímpicos de París 2024, obteniendo una medalla de plata en la prueba de 4 × 100 m.
Ganó dos medallas en los Relevos Mundiales, en los años 2024 y 2025, y una medalla de oro en el Campeonato Europeo de Atletismo de 2024.

## Palmarés internacional
| Juegos Olímpicos   | Juegos Olímpicos | Juegos Olímpicos  | Juegos Olímpicos |
| Año                | Lugar            | Medalla           | Prueba           |
| ------------------ | ---------------- | ----------------- | ---------------- |
| 2024               | París (Francia)  | Medalla de plata  | 4 × 100 m        |
| Relevos Mundiales  |                  |                   |                  |
| Año                | Lugar            | Medalla           | Prueba           |
| 2024               | Nasáu (Bahamas)  | Medalla de bronce | 4 × 100 m        |
| 2025               | Cantón (China)   | Medalla de oro    | 4 × 100 m        |
| Campeonato Europeo |                  |                   |                  |
| Año                | Lugar            | Medalla           | Prueba           |
| 2024               | Roma (Italia)    | Medalla de oro    | 4 × 100 m        |